# Bogem (Kawedanan)
Bogem is een bestuurslaag in het regentschap Magetan van de provincie Oost-Java, Indonesië. Bogem telt 1411 inwoners (volkstelling 2010).